# إثيل بيري
إثيل بيري (بالإنجليزية: Ethel Berry)‏ هي عاملة مناجم أمريكية، ولدت في 1873، وتوفيت في 1948.